# Chōsokabe Kunichika
Chōsokabe Kunichika est un nom japonais traditionnel ; le nom de famille (ou le nom d'école), Chōsokabe, précède donc le prénom (ou le nom d'artiste).
Chōsokabe Kunichika (長宗我部 国親, 1504-8 juillet 1560) est un puissant seigneur de guerre de la province de Tosa au Japon. Fils de Chōsokabe Kanetsugu, son nom d'enfance est Senyumaru (千熊丸).
Après que son père a été tué par le clan Motoyama en 1508, Kunichika est élevé par l'aristocrate Ichijō Husaie dans la province de Tosa. Kunichika se réconcilie avec le clan Motoya auquel il joint ses forces. Kunichika l'emporte sur les Motoyama en 1560 et meurt peu après. Son fils Chōsokabe Motochika lui succède.